# لیخنوف (ناحیه برونتال)
لیخنوف (به چکی: Lichnov) یک منطقهٔ مسکونی در جمهوری چک است که در شهرستان برونتال واقع شده‌است. لیخنوف ۲۷٫۲۸ کیلومتر مربع مساحت و ۱٬۱۰۰ نفر جمعیت دارد و ۳۸۰ متر بالاتر از سطح دریا واقع شده‌است.